# 青森公立大學
青森公立大学（あおもりこうりつだいがく、Aomori Public University）是位于日本青森县青森市的公立大学。1993年设立。大学的簡称是青公大。
1990年，担任青森公立大学创设专门委员会委员长的经营学专家加藤胜康，提出要建设一所可以发挥组织论的知识的美国型大学。设立后到2003年3月，加藤担任校长，后发表了未来构思，退居大学顾问。

## 沿革
- 1993年　设立（经营经济学部经营经济学科）
- 1997年　开设大学院硕士课程（经营经济学研究科经营经济学专业）

## 学部・学科
- 经营经济学部 
  - 经营学科
  - 经济学科
  - 地域未来学科

## 大学院
- 经营经济学研究科
  - 经营经济学专业

## 大学校长
- 香取 薰